# Парванкорины
Парванкори́ны (лат. Parvancorina, от ancora parva — маленький якорь) — род щитообразных эдиакарских ископаемых, обитавших на позднем эдиакарском морском дне. Имели поверхностное сходство с кембрийскими трилобитоподобными членистоногими. Имели «хребет», опущенный относительно центральной оси симметрии. Этот «хребет» может быть выше у неприплюснутых ископаемых экземпляров. На конце «хребта» есть две дуги в форме четверти окружности. Перед ними есть также две вложенные полукруглые линии. Зубы, скорее всего, росли из поднятых частей, указывая в центр тела. Они могли выглядеть, как поднятые линии. Окаменелости, как правило, около 1 см в ширину и в длину, но могут иногда доходить и до 2 см. Места находок расположены в Южной Австралии и на побережье Белого моря в России.

## Систематика
Род Parvancorina был сопоставлен со Skania из сланцев Бёрджес в Канаде, и Primicaris larvaformis из Китая, являвшимися кембрийскими трилобитообразными членистоногими.
Однако, способ роста и образ жизни парванкорин являются необычными для членистоногих, что позволяет опровергнуть их родство с ними на основании очевидных фактов.
По данным сайта Paleobiology Database, на декабрь 2017 года в род включают 2 вымерших вида:
- † Parvancorina minchami Glaessner, 1958typus
- † Parvancorina sagitta Ivantsov et al., 2004